# Konrad-Wolf-Preis
Der Konrad-Wolf-Preis ist ein Kunstpreis, der von der Akademie der Künste in Berlin „für herausragende Leistungen auf den Gebieten der darstellenden Kunst und der Film- und Medienkunst“ (lt. Selbstdarstellung) vergeben wird. Er ist benannt nach Konrad Wolf, dem Filmregisseur und langjährigen Präsidenten der Akademie, und gehört zu den in die vereinigte Akademie übernommenen bedeutenden Kunstpreisen.
Die Auszeichnung wird seit 1986 jährlich vergeben und ist mit 5000 Euro dotiert.

## Preisträger
- 1986: Walter Heynowski und Gerhard Scheumann
- 1987: Rainer Simon
- 1988: Ruth Berghaus
- 1989: Helke Misselwitz[1]
- 1990: Heiner Carow
- 1991: Katharina Thalbach
- 1992: Peter Konwitschny
- 1993: Margarethe von Trotta
- 1994: Jürgen Flimm
- 1995: Ken Loach
- 1996: Christoph Marthaler
- 1997: Volker Schlöndorff
- 1998: Michael Haneke
- 1999: Ula Stöckl
- 2000: Klaus Michael Grüber
- 2001: Agnès Varda
- 2002: Jossi Wieler
- 2003: Abbas Kiarostami[2]
- 2004: Lars von Trier[3]
- 2005: Andres Veiel[4]
- 2006: Wolfgang Engel[5]
- 2007: Edgar Reitz[6]
- 2008: Simon McBurney[7]
- 2009: Avi Mograbi[8]
- 2010: Alvis Hermanis[9]
- 2011: Béla Tarr[10]
- 2012: Meg Stuart[11]
- 2013: Fotoagentur OSTKREUZ[12]
- 2014: Jürgen Holtz
- 2015: Christoph Schlingensief (posthum)
- 2016: Nicola Hümpel
- 2017: Márta Mészáros
- 2018: Lettre International
- 2019: Heidi Specogna
- 2020: Alexander Lang
- 2021: Abderrahmane Sissako
- 2023: Julian Assange[13]